# Venere Pizzinato
Venere Pizzinato (23 november 1896 – 2 augustus 2011) was een Italiaanse honderdplusser. Op 28 november 2010 werd ze de oudste Italiaan aller tijden: ze was op dat moment langer in leven dan de voorgaande recordhouder Virginia Dighero-Zolezzi (1891-2005). Ze was ook de langst levende persoon die ooit geboren is in Oostenrijk-Hongarije. Bij haar dood was ze de oudste inwoner van Europa en de op drie na oudste levende persoon in de wereld.